# Aben Osvald
Aben Osvald er en børnefilm instrueret af Peter Hausner.

## Handling
Osvald og hans abevenner springer rundt i træerne og pludrer og sludrer, mens solen skinner på dem. Ja, de kunne sagtens have det godt, hvis bare den store gale hanabe ikke tyranniserede dem. Men en dag får Osvald nok og siger "Nej!". I en farveeksplosion af gyngende aber og slyngende planter ' ledsaget af Pierre Dørges jazzede musik ' fortælles historien om Osvald af en syngende troubadour.